# 12 X 5
| 전문가 평가                   | 전문가 평가 |
| 평가 점수                     | 평가 점수   |
| 출처                          | 점수        |
| ----------------------------- | ----------- |
| AllMusic                      | [ 1 ]       |
| Entertainment Weekly          | C+          |
| The Rolling Stone Album Guide | [ 1 ]       |
| Tom Hull                      | A–          |
| Encyclopedia of Popular Music | [ 1 ]       |
| MusicHound Rock               | [ 1 ]       |

"12 X 5"는 롤링 스톤스의 두 번째 미국의 스튜디오 음반이고, 1964년 미국 데뷔작인 "The Rolling Stones (England's Newest Hit Makers)"가 영국 데뷔작인 "The Rolling Stones"와 동시 발매된 뒤 발표했다. "12 X 5"는 영국 데뷔 음반에 이어 EP "Five by Five"의 확장 버전이다.
영국 EP의 5곡은 LP 길이까지 작업을 진행하기 위해 7곡의 트랙을 추가로 수록했다. 추가 수록곡으로는 영국 싱글 전용 발매곡 'It's All Over Now'와 그룹 최초로 영국 1위 히트곡인 바비 워맥의 커버, 다른 음반에 더 친숙한 형태로 등장하는 'Time Is on My Side'의 대체곡, 그리고 재거/리처즈 원곡 3곡 등이 있었다.

## 리마스터드 버전
2002년 8월, ABKCO 레코드에 의해 "12 X 5"가 새로 리마스터드된 CD와 SACD 디지팩으로 재발행되었다. 이 판에는 스테레오 버전인 'Around and Around', 'Confessin' the Blues', 'Empty Heart', 'It' All Over Now', 확장 버전인 '2120 South Michigan Avenue', 'If You Need Me' 등이 포함되어 있다.